# Dédégbeu
Dédégbeu est une localité de l'ouest de la Côte d'Ivoire, et appartenant au département de Daloa, dans la Région du Haut-Sassandra. La localité de Dédégbeu est un chef-lieu de commune.